# Aguará Grande

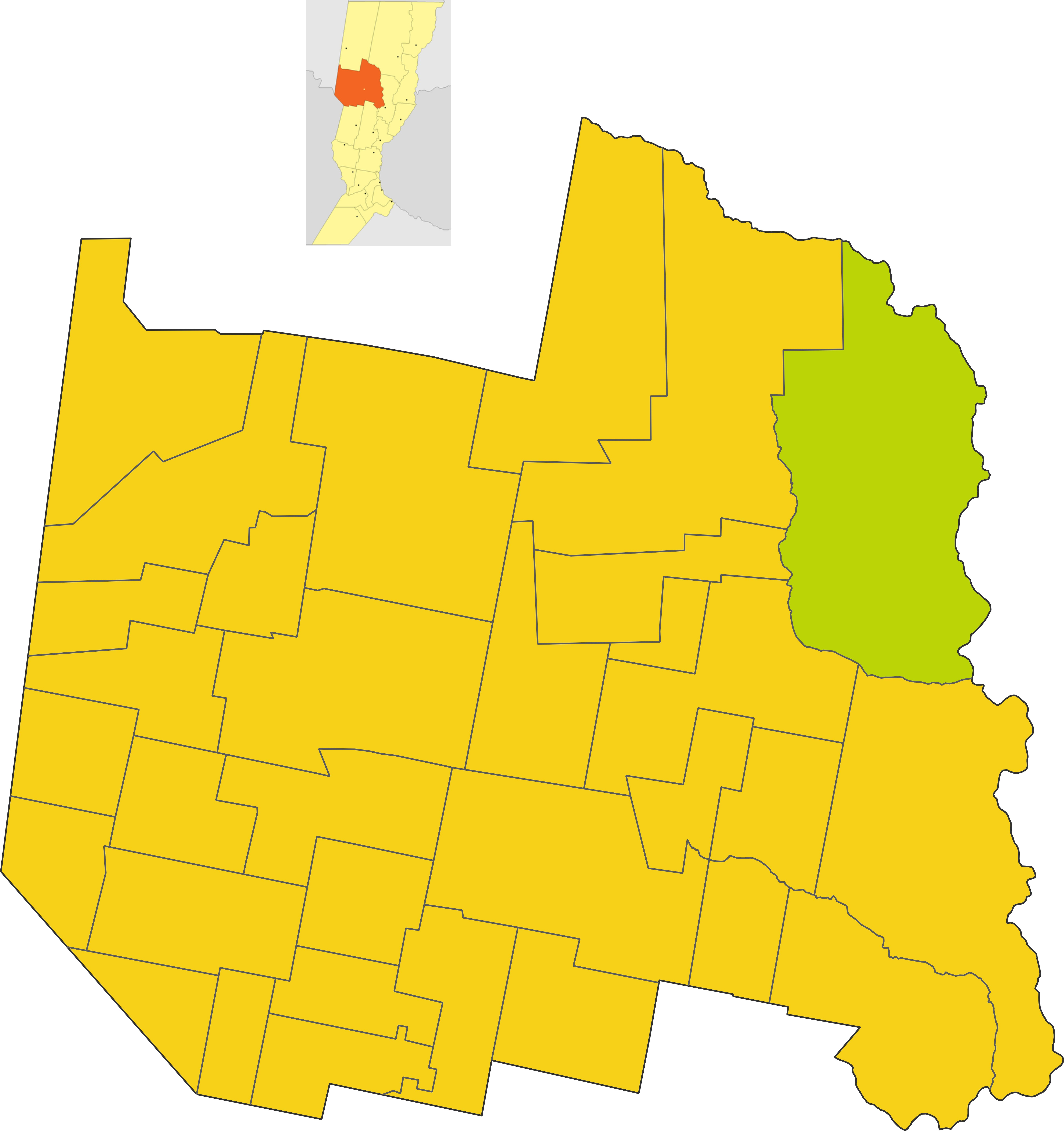
Comuna de Aguara Grande.

Aguará Grande é uma comuna do departamento San Cristóbal, na província de Santa Fé, República Argentina, criada em 12 de setembro de 1958.